# Next World
Next World è un album discografico di remix della cantante sudcoreana BoA, pubblicato nel 2003.

## Tracce
1. Holiday (Palmdrive featuring BoA & Firstklas)
2. Kiseki (Soul'd Out Remix)
3. Flying Without Wings (Westlife featuring BoA)
4. Show Me What You Got (Bratz featuring BoA & Howie D.) (DJ Watarai Remix)
5. Jewel Song (Akira's Canto Diamante Version)
6. Shine We Are! (Remixed by G.T.S) (Groove That Soul Remix)
7. Flower (Remixed by Daisuke Imai featuring Lisa) (D.I's #Luv Hurts Remix)
8. Winding Road (featuring Dabo)
9. Everything Needs Love (Mondo Grosso featuring BoA) (Piano-pella)
10. Valenti (English version)
11. Every Heart: Minna no Kimochi (English version)
12. Listen To My Heart (English version)
13. Amazing Kiss (English version)